# Wendilgarda
Wendilgarda is een spinnengeslacht uit de familie Parapluspinnen (Theridiosomatidae).

## Soorten
- Wendilgarda assamensis Fage, 1924
- Wendilgarda atricolor (Simon, 1907)
- Wendilgarda clara Keyserling, 1886
- Wendilgarda coddingtoni Zhu, Zhang & Chen, 2001
- Wendilgarda galapagensis Archer, 1953
- Wendilgarda liliwensis Barrion & Litsinger, 1995
- Wendilgarda mexicana Keyserling, 1886
- Wendilgarda muji Miller, Griswold & Yin, 2009
- Wendilgarda mustelina Simon, 1897
  - Wendilgarda mustelina arnouxi Lopez & Emerit, 1985
- Wendilgarda nigra Keyserling, 1886
- Wendilgarda nipponica Shinkai, 2009
- Wendilgarda sinensis Zhu & Wang, 1992